# Maria Mosbacher
Maria Mosbacher (* 1. April 1953 in Ratten, Steiermark) ist eine österreichische Politikerin (SPÖ).

## Leben
Nach Besuch der Volks- und Hauptschule besuchte Maria Mosbacher eine Fachschule für wirtschaftliche Frauenberufe. 1970 fand sie eine Anstellung als Arbeitsvorbereiterin bei der Voestalpine in Kindberg. Sie engagierte sich auch gewerkschaftlich und wurde 1991 in den Betriebsrat gewählt. Im Jahr 2000 folgte die Wahl in den Regionalausschuss der Gewerkschaft der Privatangestellten (GPA) Steiermark.
Ihr erstes politisches Mandat bekleidete sie ab 1995, als sie für die SPÖ in den Gemeinderat von Kindberg einzog. 2005 wurde sie Frauenvorsitzende der Sozialdemokraten im damals existierenden Bezirk Mürzzuschlag.
Im Oktober desselben Jahres – 2005 – wurde Mosbacher in Wien als Mitglied des Bundesrats vereidigt, dem sie fünf Jahre lang, bis Oktober 2010 angehören sollte.